# Torre della Peschiera di Nassa
La Torre della Peschiera di Nassa è una torre costiera situata nel comune di Monte Argentario, lungo la costa settentrionale del promontorio dell'Argentario, non lontano dal porto di Santa Liberata e dalla Torre di Santa Liberata.

## Storia
La torre costiera fu costruita in epoca medievale con funzioni difensive e di avvistamento sul canale di accesso alla Laguna di Orbetello e sul vicino Tombolo della Giannella. La sua costruzione risale quasi certamente al periodo in cui gli Aldobrandeschi controllavano i centri di Porto Ercole e Talamone, e più in generale l'intera area attorno al promontorio dell'Argentario.
Durante il Quattrocento la struttura difensiva fu riqualificata dai Senesi, per migliorare il sistema difensivo costiero della zona che, in quell'epoca, vide anche la costruzione di altre torri.
Dopo un assalto condotto con successo nel 1552 dalle truppe francesi, la torre entrò a far parte del territorio dello Stato dei Presidii, divenendo uno dei punti strategici per il sistema difensivo dell'Argentario.
Durante l'assedio di Orbetello del 1646, la fortificazione fu teatro di una battaglia tra soldati francesi e spagnoli.
Nelle epoche successive, la torre continuò a svolgere le proprie funzioni difensive, che furono notevolmente rafforzata agli inizi dell'Ottocento durante il periodo napoleonico; nel 1802 vi fu costruita anche la cappella della Madonna di Loreto. Tuttavia, la sua definitiva dismissione alla fine dell'Ottocento comportò un inesorabile periodo di abbandono che ha determinato in seguito il crollo della parte superiore dell'edificio turriforme.

## Descrizione
La Torre della Peschiera di Nassa, così denominata per la presenza della vicina peschiera, si trova in posizione rialzata nei pressi della strada che costeggia la costa settentrionale del promontorio dell'Argentario, non lontano dalla Torre di Santa Liberata, dal porto-canale e dall'estremo lembo meridionale del Tombolo della Giannella.
Dell'antica torre si conserva soltanto l'imponente basamento a scarpa a sezione quadrata delimitato in alto dalla cordonatura che costituisce la sommità del rudere, le cui spesse mura rivestite in pietra danno l'idea di quanto fosse imponente la struttura turriforme originaria prima che il crollo ne determinasse la perdita della parte superiore.
Originariamente, la struttura si sviluppava su tre livelli, culminando con una merlatura sommitale che delimitava la terrazza dalla quale le sentinelle svolgevano le funzioni di avvistamento sia verso il mare aperto che verso la laguna.